# あいたくて/MORNING-EVENING/goin' places
「あいたくて／MORNING-EVENING／goin' places」（あいたくて／モーニング－イブニング／ゴーイン プレーセス）は、日本のポップ・ロックバンド、MONKEY MAJIKの9枚目のシングル。

## 解説
- 前作「Together／あかり／Fall Back」から、わずか2か月のリリース。2008年第2弾シングル。
- 前作に引き続き、トリプルA面シングルとなっている。
- 前作と同じく、3曲ともタイアップ有り。

## 収録曲
1. あいたくて
  - 作詞：Maynard、Blaise、tax／作曲：Maynard、Blaise
2. MORNING-EVENING
  - 作詞：Maynard、Blaise、tax／作曲：Maynard、Blaise
3. goin' places
  - 作詞・作曲：Maynard、Blaise
4. The Letter
  - 作詞・作曲：Maynard、Blaise
5. あいたくて -DJ Mitsu the Beats PM1:30 mix-

## タイアップ
- アサヒビール「スタイルフリー」CMソング（M-1）
- NHK教育テレビ『リトル・チャロ カラダにしみこむ英会話』テーマソング（M-2）
- NHKラジオ第2放送『チャロの英語実力講座』テーマソング（M-2）
- 朝日放送『おはようコールABC』前半パートオープニングテーマ（M-2）
- 日本テレビ系『POCARI SWEAT presents ブカツの天使』応援ソング（北海道・北東北（宮城県を含む）地区限定）（M-3）